# 开口器

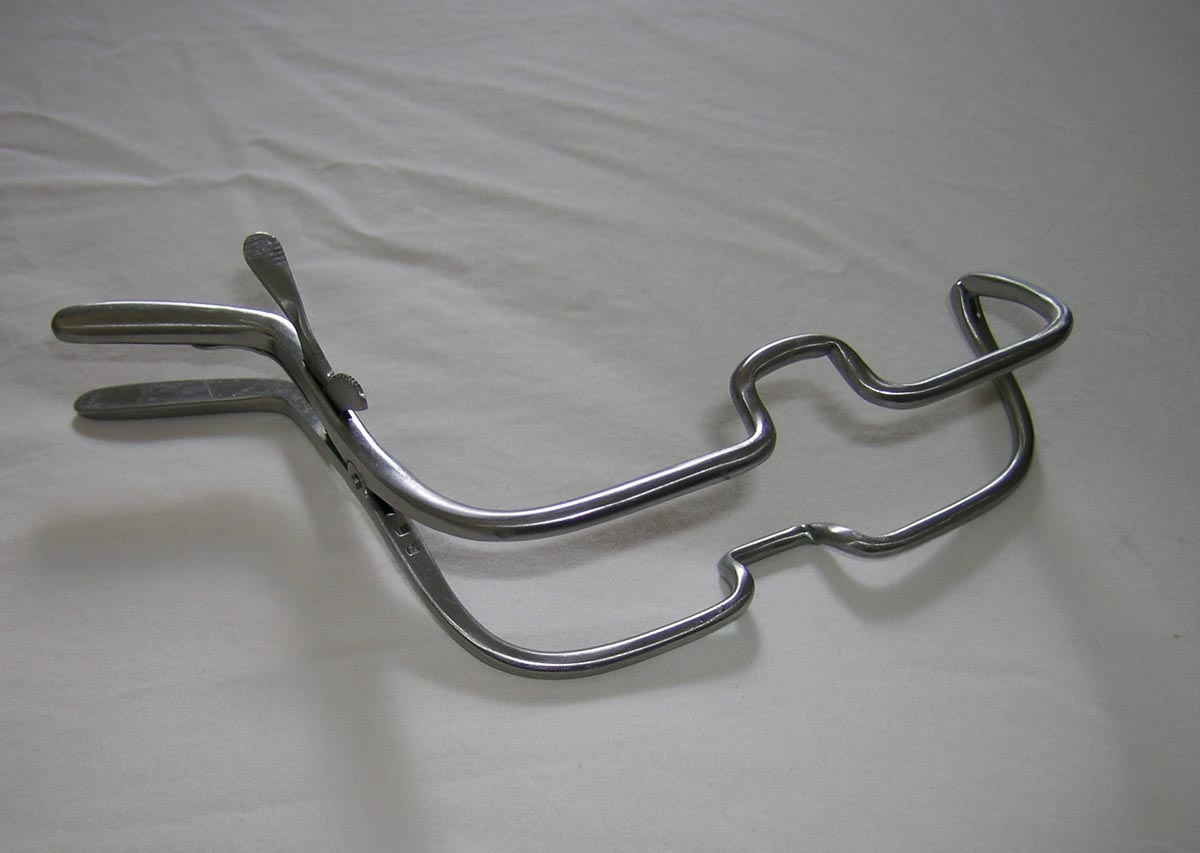
詹宁斯氏开口器

开口器，又称张口器是一种使人或动物的嘴保持张开状态的一种医疗器具，由金属或塑料制成，有多种形状和变种。最简单的开口器仅是利用金属或者塑料制成的框架把嘴撑开，此后衍生出一些变种和增强版本，如给开口器增加舌压板、照明灯、麻醉剂输送管等。

## 用途
在医学上，基于能使嘴保持张开状态的作用，开口器有多种实际用途，如可以用于让昏迷中的病人的嘴保持张开状态，以协助其进行口部呼吸，或是进行口部护理等。开口器也可用于不合作的个体上，如年龄较小的婴儿或是动物，以便通过食道向其输送药物或是进行口腔治疗操作等。
开口器在BDSM行为中及相关题材的色情影片中也有应用，佩戴开口器的受虐者的嘴将保持张开状态，无法闭合，施虐者则可以在受虐者无法抵抗的情况下将精液或尿液射入其口中。